# Казела-Паганино (Болоња)
Казела-Паганино (итал. Casella-Paganino) је насеље у Италији у округу Болоња, региону Емилија-Ромања.
Према процени из 2011. у насељу је живело 101 становника. Насеље се налази на надморској висини од 128 м.